# Simme
Floden Simme er en biflod til floden Kander i Bernese Oberland i Kanton Bern i Schweiz. Den er omkring 60 km lang, og den fungerer som dræn for et 594 km2 landområde.
Floden Simmes udspring er på Rezli alpe vest for bjerget Wildstrubel nær landsbyen Lenk. Nedenfor Rezli alpe former Simme Simmenfälle, flere vandfald, som alle til sammen falder 200 meter.
Derefter passerer floden Lenk og flyder mod Zweisimmen, hvor den flyder sammen med Kleine Simme (Lille Simme), som flyder ned fra Saanemöser-bjergene. Denne strækning er omkring 10 km lang.
Fra Zweisimmen flyder Simme gennem øvre og nedre Simmental (Ober- og Niedersimmental). Nær landsbyen Wimmis udmunder Simme i floden Kander.
46°42′N 7°38′Ø / 46.700°N 7.633°Ø